# Kanton Baie-Mahault
Kanton Baie-Mahault (francouzsky Canton de Baie-Mahault) byl francouzský kanton v departementu Guadeloupe v regionu Guadeloupe. Tvořila ho obec Baie-Mahault. Zrušen byl při reformě francouzských kantonů v roce 2014.